# Syntrichia
A Syntrichia nemzetség egy acrocarp lombosmoha csoport a Pottiaceae családban.

## Megjelenésük
Ezek a mohák a Tortula fajokhoz hasonlóak, de általában nagyobb méretűek, erőteljesebb fajok. Színük zöld, zöldessárga, barnás, párnát vagy lazább gyepet alkotnak a felszínen. Hajtásuk egyszerű vagy villás. A levelek nedvesen a  szártól elállók, ívesen visszahajlók. Alakjuk lehet lándzsás, nyelv, tojás vagy kiszélesedően kanál formájú. A levélszél lehet részben vagy teljesen begöngyölt vagy sima. A középér erőteljes a levél csúcsáig ér ahol gyakran áttetsző szőrszálban végződik.
A levél alapja U alakúan hajlott, az itt lévő sejtek nagyok, téglalap alakúak, simák, átlátszóak, vékony falúak. A levéllemez többi sejtje már kisebb, kerekded vagy enyhén szögletes, erősen papillásak mindkét oldalukon.
A Syntrichia fajok lehetnek kétlakiak, egylakiak. A toknyél (seta) vörös vagy barna színű, hosszúkás, sima. A spóratok függőleges, egyenes vagy enyhén ívelt, hengeres. A tokfedő és a calyptra kúp, kupak alakú. A perisztómium fogak száma 32, hosszúkás, fonal alakúak.
Ezek a fajok megtalálhatóak fákon, köveken, talajon. Többségük kozmopolita.

## Rendszertanuk
Syntrichia nemzetség fajai sokáig a Tortula nemzetséghez tartoztak, de az utóbbi időben, ebbe a független nemzetségbe sorolták őket. A vizsgálatok alapján úgy tűnik, hogy egy monofiletikus csoportról van szó.

## Fajok
A Syntrichia nemzetségbe Frey-Fischer-Stech munkája alapján eddig 90 faj tartozik a világon. De megnehezíti a fajok meghatározását, besorolását, hogy nehezen különböztethetőek meg egymástól (S. calcicola, S. densa, S. glabra, S. princeps, S. ruralis s. str., S. ruraliformis, S. subpapillosissima), gyakran mint fajkomplexre hivatkoznak a kutatók a csoportra mint: Syntrichia ruralis agg. vagy Syntrichia ruralis s. lat., régebben ezt Tortula ruralis fajkomplexnek nevezték.
Magyarországon az alábbi Syntrichia nemzetségbe tartozó fajok ismertek:
- Syntrichia calcicola (Tortula calcicolens)
- Syntrichia caninervis (Tortula caninervis) - Egyetlen helyen találták meg az 1980-as években Magyarországon, azóta nincs róla több információ.
- Syntrichia laevipila (Tortula laevipila)
- Syntrichia latifolia (Tortula latifolia)
- Syntrichia montana (Tortula crinita, Tortula intermedia)
- Syntrichia norvegica (Tortula norvegica) - Korábban egy helyen volt ismert, de nem találták meg újra Magyarországon, így eltűnt fajnak van nyilvánítva.
- Syntrichia papillosa (Tortula papillosa)
- Syntrichia papillosissima (Tortula papillosissima)
- Syntrichia ruraliformis (Tortula ruraliformis)
- Syntrichia ruralis (Tortula ruralis)
- Syntrichia virescens (Tortula virescens)

## Fordítás
Ez a szócikk részben vagy egészben  a   Syntrichia című német Wikipédia-szócikk ezen változatának fordításán alapul.  Az eredeti cikk szerkesztőit annak laptörténete sorolja fel. Ez a jelzés csupán a megfogalmazás eredetét és a szerzői jogokat jelzi, nem szolgál a cikkben szereplő információk forrásmegjelöléseként.